# TOG 1
TOG 1 (službeno eng. Heavy Tank TOG 1) je bio prototip britanskog teškog tenka projektiran tijekom Drugog svjetskog rata. Naziv TOG stoji za "The Old Gang".
Razvoj su vodili ljudi koji su zaslužni za prve britanks tenkove još za vrijeme Prvog svjetskog rata. Bili su to redom Sir Albert Stern, General Sir Ernest Swinton, Sir Eustace Tennyson i H. Ricardo. Detaljne nacrte tenka je napravio W. Rigby i tvrtka William Foster and Co. Ltd. Razvoj je započet u veljači 1940. godine, a prvi prototip je bio spreman u listopadu iste godine. Nazvan je TOG 1 i bio je vrlo sličan francuskom teškom tenku Char B1. Sličio je tenkovima iz Prvog svjetskog rata s gusjenicama bez suspenzora na ovjesu, a na tijelo je montirana kupola s tenka Matilda II. Tijekom testiranja su otkriveni problemi s električnim prijenosom, te je zbog toga napravljen prototip TOG 2 koji je imao hidraulični prijenos snage.